# Ögmundur Kristinsson
Ögmundur Kristinsson (Reykjavík, 19 giugno 1989) è un calciatore islandese, portiere del Valur.

## Carriera

### Club
Ha giocato per sei anni nella massima serie islandese con il Fram Reykjavík. Nel 2014-2015 è stato il secondo portiere dei danesi del Randers, con cui ha collezionato solo due presenze in campionato e tre in coppa.
Nell'estate 2015 si è trasferito in Svezia all'Hammarby, in cerca di un portiere dopo la cessione di Johannes Hopf. Con il club biancoverde ha giocato titolare per due anni: rispettivamente, la metà rimanente del campionato 2015, tutte e 30 le partite dell'edizione 2016 e la prima parte del campionato 2017. Proprio nel corso della stagione 2017, a seguito di qualche errore, il portiere islandese è stato pubblicamente criticato dal nuovo allenatore, il danese Jakob Michelsen. Nella successiva sessione di mercato l'Hammarby ha ingaggiato due nuovi portieri, gli esperti 36enni Johan Wiland e Benny Lekström, e ceduto Kristinsson agli olandesi dell'Excelsior.

### Nazionale
Ha giocato nelle nazionali giovanili islandesi Under-19 ed Under-21.
Ha esordito con la nazionale maggiore islandese il 4 giugno 2014 nell'amichevole Islanda-Estonia (1-0). Viene convocato per gli Europei 2016 in Francia.

## Palmarès

### Club

#### Competizioni nazionali
- Coppa d'Islanda: 1

Fram Reykjavík: 2013
- Campionato greco: 2

Olympiakos: 2020-2021, 2021-2022
- Coppa di Lega islandese: 1

Valur: 2025